# Sepsisfonden
Sepsisfonden är en ideell insamlingsstiftelse som verkar nationellt i Sverige och drivs med hjälp av donationer från privatpersoner och företag. Sepsisfonden får inga statliga medel. Insamlingsstiftelsen grundades 1 september 2015 på initiativ av kommunikatören Ulrika Knutsson och överläkaren, docent Adam Linder, som är sepsisforskare vid Skånes universitetssjukhus i Lund.
Sepsisfonden har som huvudsyfte dels att öka medvetenheten och sprida kunskap om sepsis till allmänhet, beslutsfattare och sjukvårdspersonal, dels att samla in medel för att kunna stödja högkvalitativa forskningsprojekt för att förbättra diagnostik och behandling av sepsis. Fonden stöder också patientnära projekt som ökar kvaliteten på vården av patienter som drabbas av sepsis i Sverige.
Sepsisfonden är medlem i det globala nätverket Global Sepsis Alliance. 2020 vann Sepsisfonden The Global Sepsis Award för sina insatser att öka kännedomen och kunskapen kring sepsis i Sverige.